# Melitaea lutko
Melitaea lutko är en fjärilsart som beskrevs av Evans 1932. Melitaea lutko ingår i släktet Melitaea och familjen praktfjärilar. Inga underarter finns listade i Catalogue of Life.